# Traffik Theater
Das Traffik Theater ist ein freies Theater-Ensemble mit Sitz in Luxemburg und Brüssel. Es produziert Musiktheaterstücke für ein junges Publikum.

## Geschichte
Die Theatergruppe wurde 2003 vom Luxemburger Figuren-/Schauspieler Dan Tanson und dem belgischen Musiker Michel Boulanger gegründet. Seit 2006 ist das Traffik Theater freier Produktionspartner des  Philharmonischen Orchesters von Luxemburg, mit dem es gemeinsam zahlreiche Stücke einstudierte und aufführte. Seit der Gründung produzierte das Theater etwa 35 Stücke, die bei 80 Gastspielauftritten pro Jahr auf Bühnen in ganz Europa aufgeführt werden. Einstudiert werden Musiktheaterstücke für ein junges Publikum, bei denen die Live-Musik, die Schauspielerei und modernes Figurentheater im Vordergrund steht. Die Darsteller des Theaters kommen aus allen künstlerischen Disziplinen und haben unterschiedliche kulturelle Hintergründe.

## Repertoire
Das Theater nimmt ein breites Spektrum für sich in Anspruch: von musikalischem Figurenspiel, multimedialer Kinderoper, visuellen Erzähl-Konzerten bis zu interaktiven Improvisationsdarbietungen. Die ausführenden Musiker werden stets ins theatrale Geschehen mit eingebunden. Musikformen, die als anspruchsvoll gelten, werden spielerisch eingesetzt: zeitgenössische Geräusche und eigene Kompositionen in Rotkäppchen, mittelalterliche Musik und Eurodance in Pätterchen D., interaktives Improvisieren in Das Musikalische Haus. Dabei greift das Traffik Theater auch auf traditionelle Märchen zurück. Eine Alleinstellung besitzt das Theater, da alle Stücke in luxemburger, deutscher, französisch und niederländischer Sprache gespielt werden können.
2009 wurde das Traffik Theater für die Produktion Wanja – eine musikalische Wintererzählung mit dem junge ohren preis ausgezeichnet.

## Produktionen
Das Traffik Theater machte bisher gemeinsame Produktionen mit dem Philharmonischen Orchester von Luxemburg in der Philharmonie Luxembourg, Les Théâtres de la Ville de Luxembourg, dem Carré_Rotondes, Luxemburg, der company of music (Österreich) und der Compagnie de l’Arbre Rouge (Belgien).